# Waldoboro
Waldoboro är en kommun (town) i Lincoln County i den amerikanska delstaten Maine med en folkmängd, som uppgår till 5 154 invånare (2020). Den har enligt United States Census Bureau en area på totalt 204 km² varav 19 km² är vatten. 

## Kända personer från Waldoboro
- Conrad Heyer, jordbrukare och militär